# Bruno Heller
Bruno Heller (Londra, 13 gennaio 1960) è uno sceneggiatore, produttore televisivo e regista televisivo britannico, noto principalmente per aver lavorato e ideato le serie TV Roma, The Mentalist e Gotham.

## Biografia
Bruno Heller, figlio di Lukas Heller e Caroline Carter, è nato e cresciuto a Londra, con tre fratelli, tra cui la scrittrice Zoë Heller.  Prima di avventurarsi nella carriera di scrittore, si laurea all'Università del Sussex in Brighton, e trascorre diversi anni scrivendo piccole sceneggiature.
Fa il suo debutto sulla sceneggiatura internazionale nel 1994 in un piccolo film portoghese chiamato PAX.
Dopo l'uscita europea di PAX, nel 1997 si trasferisce a Los Angeles. Qui inizia a lavorare su due progetti televisivi per USA Network: Touching Evil e La Cacciatrice, prima di co-creare la serie televisiva Rome. È conosciuto per avere scritto e sceneggiato il programma della CBS, The Mentalist. Dal 2014 sviluppa la serie TV basata sul personaggio di Batman Gotham per la Fox.
Nel 2008 fonda la casa di produzione Primrose Hill Productions.

### Vita privata
Nel 1993 si è sposato con Miranda Phillips Cowley, da cui ha avuto due figli.

## Filmografia parziale

### Sceneggiatore

#### Televisione
- Roma (Rome) – serie TV, 22 episodi (2005-2007)
- The Mentalist – serie TV, 151 episodi (2008-2015)
- Gotham – serie TV, 100 episodi (2014-2019)
- Pennyworth – serie TV (2019-in corso)